# Pallamano Trieste 2011-2012
Questa pagina raccoglie i dati riguardanti la Pallamano Trieste nelle competizioni ufficiali della stagione 2011-2012.

## Rosa 2011-2012

### Giocatori
| N° | Naz.                | Ruolo | Sportivo              | Anno | Alt. | Peso |
| -- | ------------------- | ----- | --------------------- | ---- | ---- | ---- |
| 1  | Italia (bandiera)   | P     | Matej Zaro            | 1990 | 183  |      |
| 12 | Croazia (bandiera)  | P     | Diego Modrusan        | 1980 | 196  |      |
| 16 | Italia (bandiera)   | P     | Thomas Postogna       | 1993 | 190  |      |
| 2  | Slovenia (bandiera) | T     | Andrej Cermelj        | 1985 |      |      |
| 3  | Italia (bandiera)   | C     | Jan Radojkovic        | 1989 | 183  |      |
| 4  | Italia (bandiera)   | C     | Michele Oveglia       | 1993 | 192  |      |
| 5  | Italia (bandiera)   | A     | Giacomo Campagnolo    | 1986 | 184  |      |
| 6  | Italia (bandiera)   | A     | Gianluca Dapiran      | 1994 |      |      |
| 7  | Italia (bandiera)   | A     | Marco Visentin        | 1982 | 191  |      |
| 8  | Slovenia (bandiera) | A     | Matej Kleva           | 1988 |      |      |
| 9  | Italia (bandiera)   | PV    | Alex Pernic           | 1992 | 190  |      |
| 10 | Italia (bandiera)   | T     | Kevin Anici           | 1993 | 185  |      |
| 11 | Slovenia (bandiera) | T     | Matej Nadoh           | 1981 | 186  |      |
| 13 | Italia (bandiera)   | T     | Massimiliano Di Nardo | 1992 | 193  |      |
| 14 | Italia (bandiera)   | A     | Andrea Carpanese      | 1982 | 181  |      |
| 15 | Italia (bandiera)   | A     | Marco Lo Duca         | 1971 | 182  |      |
| 18 | Italia (bandiera)   | A     | Matteo Leone          | 1988 | 181  |      |

### Staff
- Allenatore:  Marco Bozzola
- Allenatore in seconda:  Giorgio Oveglia
- Medico sociale:  Silvano Pastorelli
- Preparatore atletico:  Alexander Lapajne
- Massaggiatore:  Mario Ciac

## Risultati stagionali
- Serie A Élite: 6ª in stagione regolare - Eliminata ai quarti di finale dei play off scudetto contro la Polisportiva Junior Fasano.
- Coppa Italia: eliminata al primo turno.

## Serie A Élite

### Stagione regolare

#### Girone di andata
| Noci 1º ottobre 2011 | Noci | 23 – 29 | Trieste |  |

| Trieste 8 ottobre 2011 | Trieste | 22 – 30 | Bozen |  |

| Conversano 15 ottobre 2011 | Conversano | 18 – 30 | Trieste |  |

| Trieste 22 ottobre 2011 | Trieste | 29 – 24 | Mezzocorona |  |

| Bressanone 29 ottobre 2011 | Brixen | 23 – 27 | Trieste |  |

| Trieste 12 novembre 2011 | Trieste | 26 – 24 | Ambra |  |

| Trieste 19 novembre 2011 | Trieste | 32 – 21 | Dorica Ancona |  |

| Lavis 26 novembre 2011 | Pressano | 24 – 23 | Trieste |  |

| Trieste 3 dicembre 2011 | Trieste | 25 – 24 | Teramo |  |

| Bologna 10 dicembre 2011 | Bologna United | 28 – 30 | Trieste |  |

| Trieste 17 dicembre 2011 | Trieste | 27 – 26 | Junior Fasano |  |

#### Girone di ritorno
| Trieste 21 gennaio 2012 | Trieste | 24 – 25 | Noci |  |

| Bolzano 28 gennaio 2012 | Bozen | 36 – 35 | Trieste |  |

| Trieste 4 febbraio 2012 | Trieste | 18 – 21 | Conversano |  |

| Mezzocorona 28 febbraio 2012 | Mezzocorona | 29 – 26 | Trieste |  |

| Trieste 18 febbraio 2012 | Trieste | 21 – 22 | Brixen |  |

| Poggio a Caiano 25 febbraio 2012 | Ambra | 26 – 24 | Trieste |  |

| Ancona 3 marzo 2012 | Dorica Ancona | 22 – 30 | Trieste |  |

| Trieste 10 marzo 2012 | Trieste | 25 – 27 | Pressano |  |

| Teramo 17 marzo 2012 | Teramo | 25 – 28 | Trieste |  |

| Trieste 20 marzo 2012 | Trieste | 33 – 28 | Bologna United |  |

| Fasano 24 marzo 2012 | Junior Fasano | 29 – 27 | Trieste |  |

### Play off scudetto

#### Quarti di finale
| Fasano 14 aprile 2012 | Junior Fasano | 28 – 22 | Trieste |  |

| Trieste 21 aprile 2012 | Trieste | 25 – 26 | Junior Fasano |  |

## Coppa Italia

### 1º turno - Girone C
| Oderzo 17 settembre 2011 | Estense Ferrara | 34 – 26 | Trieste |  |

| Trieste 23 settembre 2012 | Trieste | 34 – 22 | Oderzo |  |

| Torri di Quartesolo 25 settembre 2012 | Mestrino | 15 – 23 | Trieste |  |

## Classifica
|  | Pos. | Squadra        | Pt | G  | V  | N | P  | GF  | GS  | DR   |
|  | ---- | -------------- | -- | -- | -- | - | -- | --- | --- | ---- |
|  | 1.   | Bozen          | 57 | 22 | 20 | 0 | 2  | 757 | 596 | +161 |
|  | 2.   | Conversano     | 50 | 22 | 17 | 0 | 5  | 662 | 555 | +107 |
|  | 3.   | Junior Fasano  | 48 | 22 | 16 | 0 | 6  | 632 | 554 | +78  |
|  | 4.   | Pressano       | 44 | 22 | 15 | 0 | 7  | 641 | 587 | +54  |
|  | 5.   | Noci           | 43 | 22 | 14 | 0 | 8  | 670 | 578 | +92  |
|  | 6.   | Trieste        | 36 | 22 | 12 | 0 | 10 | 591 | 555 | +36  |
|  | 7.   | Brixen         | 33 | 22 | 11 | 0 | 11 | 593 | 568 | +25  |
|  | 8.   | Teramo         | 25 | 22 | 8  | 0 | 14 | 640 | 649 | -9   |
|  | 9.   | Ambra          | 21 | 22 | 7  | 0 | 15 | 614 | 670 | -56  |
|  | 10.  | Bologna United | 17 | 22 | 6  | 0 | 16 | 638 | 757 | -119 |
|  | 11.  | Dorica Ancona  | 12 | 22 | 4  | 0 | 18 | 502 | 751 | -249 |
|  | 12.  | Mezzocorona    | 10 | 22 | 2  | 0 | 20 | 607 | 727 | -120 |

Legenda:

      Qualificate ai Play off scudetto
      Retrocesse in Serie A1 2012-2013

## Statistiche

### Di squadra

#### Riepilogo partite
| Competizione      | Punti | In casa | In casa | In casa | In casa | In casa | In casa | In trasferta | In trasferta | In trasferta | In trasferta | In trasferta | In trasferta | Totale | Totale | Totale | Totale | Totale | Totale |
| Competizione      | Punti | G       | V       | N       | P       | Gf      | Gs      | G            | V            | N            | P            | Gf           | Gs           | G      | V      | N      | P      | Gf     | Gs     |
| ----------------- | ----- | ------- | ------- | ------- | ------- | ------- | ------- | ------------ | ------------ | ------------ | ------------ | ------------ | ------------ | ------ | ------ | ------ | ------ | ------ | ------ |
| Stagione regolare | 36    | 11      | 6       | 0       | 5       | 282     | 272     | 11           | 6            | 0            | 5            | 309          | 283          | 22     | 12     | 0      | 10     | 591    | 555    |
| Play off scudetto | -     | 1       | 0       | 0       | 1       | 25      | 26      | 1            | 0            | 0            | 1            | 22           | 28           | 2      | 0      | 0      | 2      | 47     | 54     |
| Coppa Italia      | -     | 1       | 1       | 0       | 0       | 34      | 22      | 2            | 1            | 0            | 1            | 49           | 49           | 3      | 2      | 0      | 1      | 83     | 71     |
| Totale            | -     | 13      | 7       | 0       | 6       | 341     | 320     | 14           | 7            | 0            | 7            | 380          | 360          | 27     | 14     | 0      | 13     | 721    | 680    |

### Individuali

#### Classifica marcatori
| N. | Giocatore             | Reti |
| -- | --------------------- | ---- |
| 11 | Matej Nadoh           | 127  |
| 3  | Jan Radojkovic        | 107  |
| 20 | Misel Sirotic         | 88   |
| 19 | Marco Visintin        | 86   |
| 7  | Kevin Anici           | 73   |
| 2  | Andrej Cermelj        | 68   |
| 4  | Michele Oveglia       | 29   |
| 9  | Alex Pernic           | 28   |
| 15 | Marco Lo Duca         | 12   |
| 14 | Andrea Carpanese      | 11   |
| 13 | Massimiliano Di Nardo | 5    |
| 5  | Gianluca Dapiran      | 3    |
| 18 | Matteo Leone          | 1    |
|    | Luca Savron           | 1    |